# 寅人
寅人（とらんちゅ、1986年5月30日 - ）は日本の女性ピン芸人。ホリプロコム所属。
以前はホリプロお笑いジェンヌに所属していた。

## 経歴
生まれ育ちともに東京都葛飾区。
目黒笑売塾9期生。
高橋みなみの物真似をやっていることから、八幡カオル（峯岸みなみ役）、ヨーコ（123☆45）（松井珠理奈役）、せつこ（渡辺麻友役）、本日は晴天なり（指原莉乃役）、川堺弥生（飛び魚）（板野友美役）、高田千尋（ばーん）（大島優子役）、紺野ぶるま（秋元才加役）と共に、AKB48メンバーの物真似をする女芸人同士で組んだ『ニセえーけーびー』のち『チームG』のメンバーとしても活動し、ライブを行う（第1回ライブは2014年3月4日）。
2016年頃より芸人活動を休止中。そんな中、2019年1月に「トラ・オーヤマ」に改名したことを発表。この由来は、愛読していた『空手バカ一代』の主人公、大山倍達の海外での呼び名「マス・オーヤマ」による。その後同年3月には、活動休止の原因が躁鬱病であったことを公表。このような体験を、「ライフハラスメント」「脳のストライキ」として、イラストや漫画にしてかTwitterなどで公表している。

## 芸風
柔道着とボクシンググローブ姿で、格闘技好きな女性の格闘技に特化したマニアックなネタで笑いを誘う。
『格闘技幼稚園』、『お見合い』などのネタがある。　

## 他
特技は、キックボクシング、サッカーなど修行歴あり。キックボクシングをしたり、滝に打たれたり、毎日腹筋運動をしたり、自分で自分を追い込むことに喜びを感じるという。
とんねるずの木梨憲武のファン。

## 出演
- とんねるずのみなさんのおかげでした・博士と助手〜細かすぎて伝わらないモノマネ選手権〜（フジテレビ）

高橋みなみのモノマネで出場。
- オンバト+（NHK総合）戦績1勝3敗 最高393KB
- SMILE NIPPON!〜東日本大震災復興祭2011 子供たちの未来のために〜 （日本テレビ）- 2011年11月16日
- アッコにおまかせ!（TBSテレビ）- 2012年4月からアシスタント
- 世界でお金を稼ぐということ〜30日間全力ワーキング〜（テレビ東京）- 2013年4月5日
- 大人気店で史上初のドッキリ!ありえない商品 売れる!?売れない!?（日本テレビ）- 2013年9月19日
- 千鳥・友近のR-1ぐらんぷり応援宣言～小料理屋おひとり様～（関西テレビ）- 2013年12月30日
- アンパンマン情報局（キッズステーション）- 2014年4月からレギュラー
- うつけもん（フジテレビ）- 2014年9月17日、『ニセAKB』のメンバーとして出演。
- オサレもん（フジテレビ）- 2014年11月4日深夜、11月11日深夜『ニセAKB』として出演。
- ○っと!（青森朝日放送）- 『チームG（ニセAKB）』として出演。